# Diócesis de Savona-Noli
La diócesis de Savona-Noli (en latín: Dioecesis Savonensis-Naulensis y en italiano: Diocesi di Savona-Noli) es una circunscripción eclesiástica de la Iglesia católica en Italia. Se trata de una diócesis latina, sufragánea de la arquidiócesis de Génova. Desde el 20 de octubre de 2016 su obispo es Calogero Marino.

## Territorio y organización

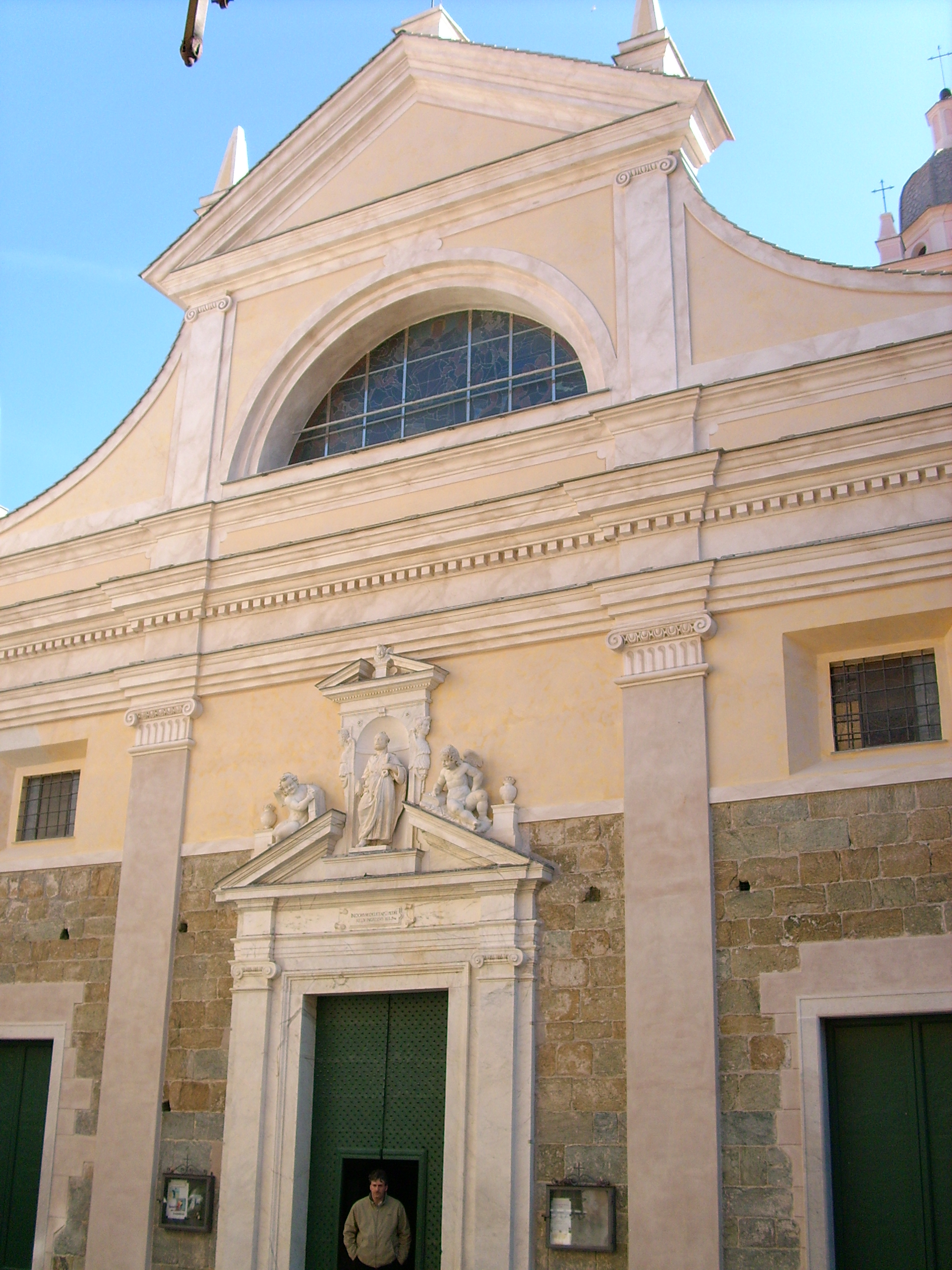
Concatedral de San Pedro, en Noli

La diócesis tiene 395 km² y extiende su jurisdicción sobre los fieles católicos de rito latino residentes en parte de la región de Liguria, comprendiendo en la ciudad metropolitana de Génova la comuna de Cogoleto; y en la provincia de Savona las comunas de: Albisola Superiore, Albissola Marina, Bergeggi, Calice Ligure, Celle Ligure, Finale Ligure (excepto las fracciones de Gorra y Olle), Orco Feglino, Quiliano, Rialto, Savona, Spotorno, Stella, Vado Ligure, Varazze, Vezzi Portio, Noli, Orco Feglino, Mallare y Vado Ligure.

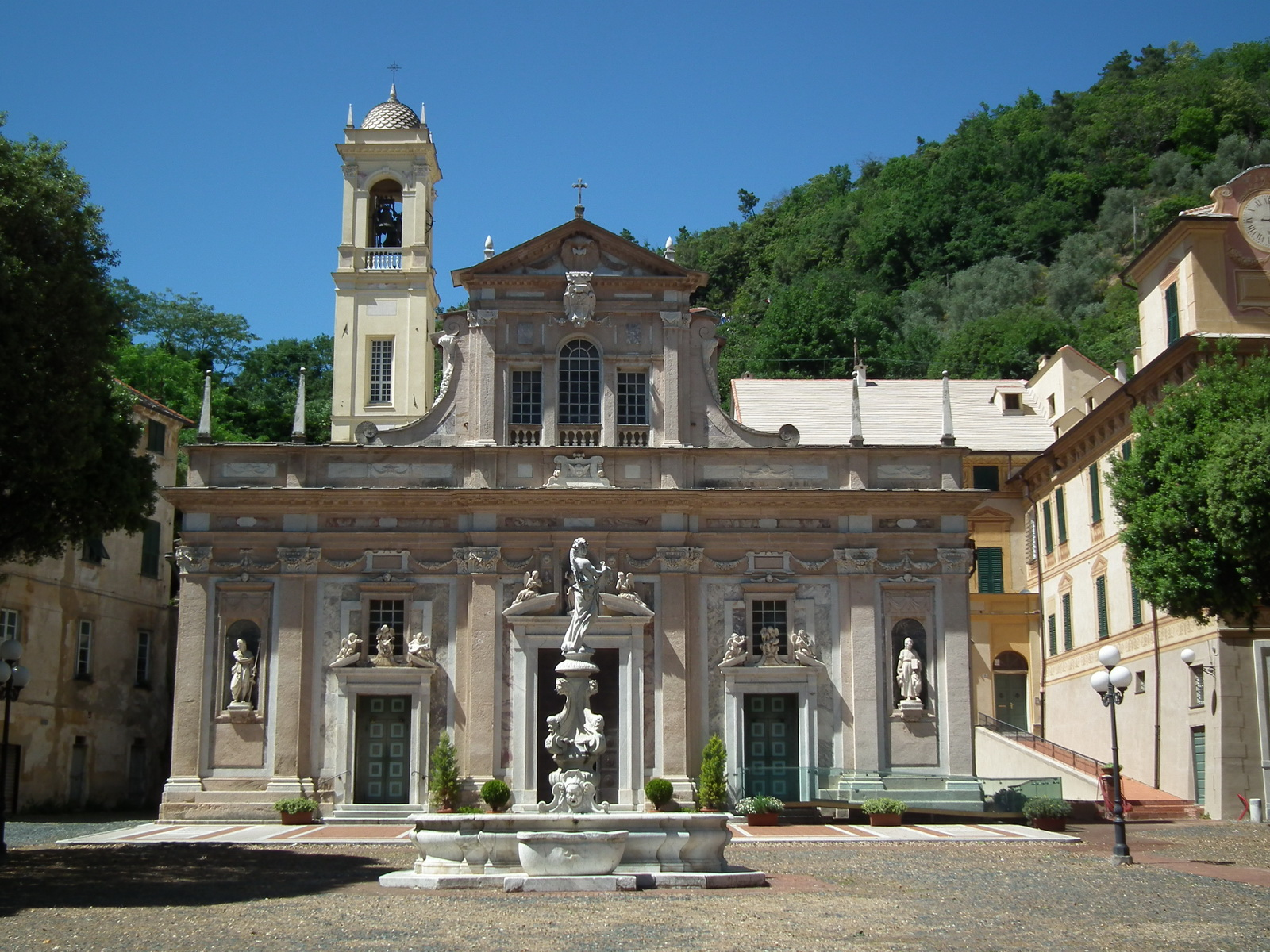
Basílica santuario de Nuestra Señora de la Merced, en Savona

La sede de la diócesis se encuentra en la ciudad de Savona, en donde se halla la Catedral de Nuestra Señora de la Asunción y la basílica santuario de Nuestra Señora de la Merced. En Noli se encuentra la Concatedral de San Pedro y la excatedral de San Paragorio; en Finale Ligure las basílicas colegiata de San Juan Bautista y San Blas.

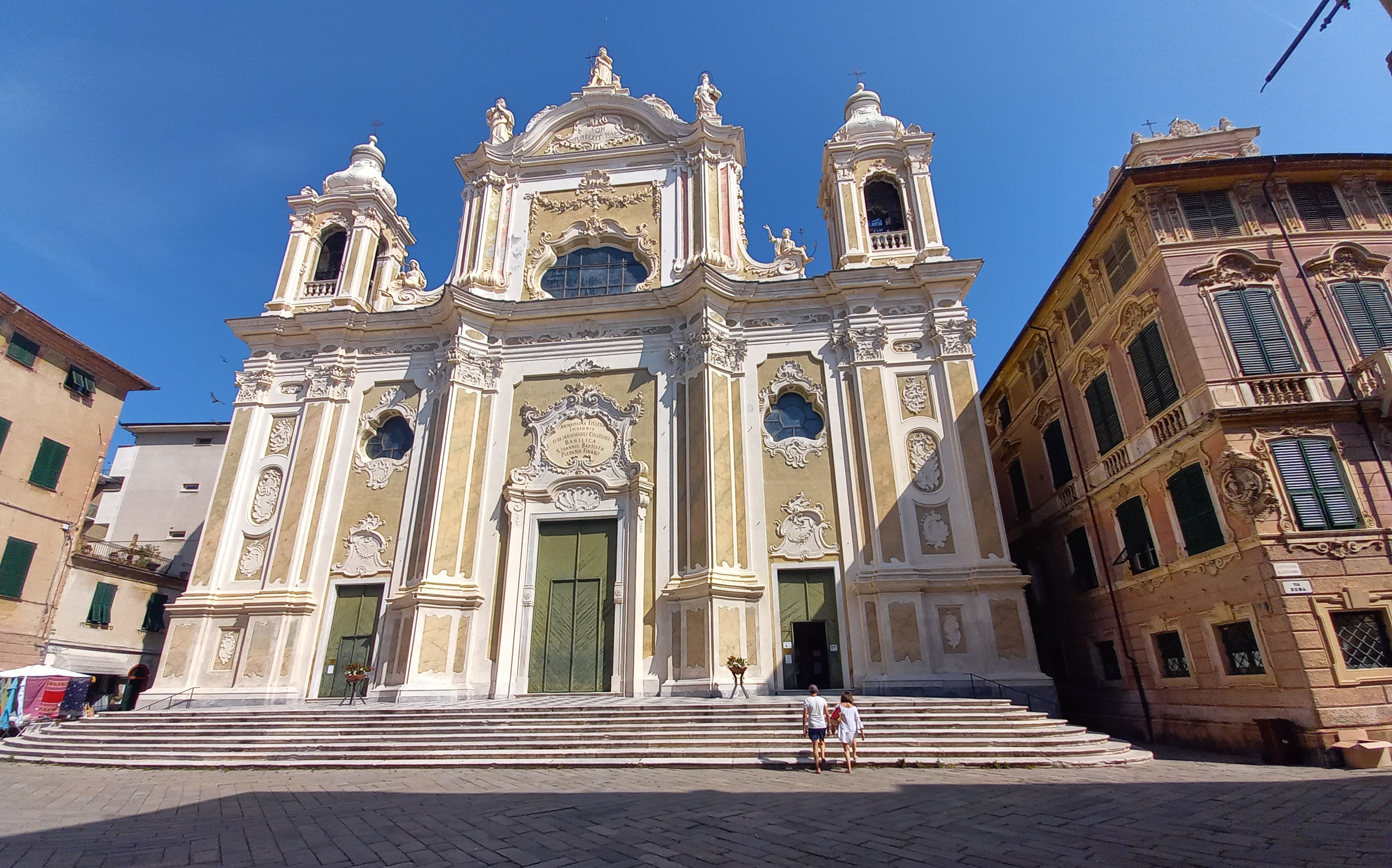
Basílica colegiata de San Juan Bautista, en Finale Ligure

En 2022 en la diócesis existían 70 parroquias agrupadas en 4 vicariatos: Albisola e Varazze, Finale Ligure e Noli, Savona y Vado Ligure.

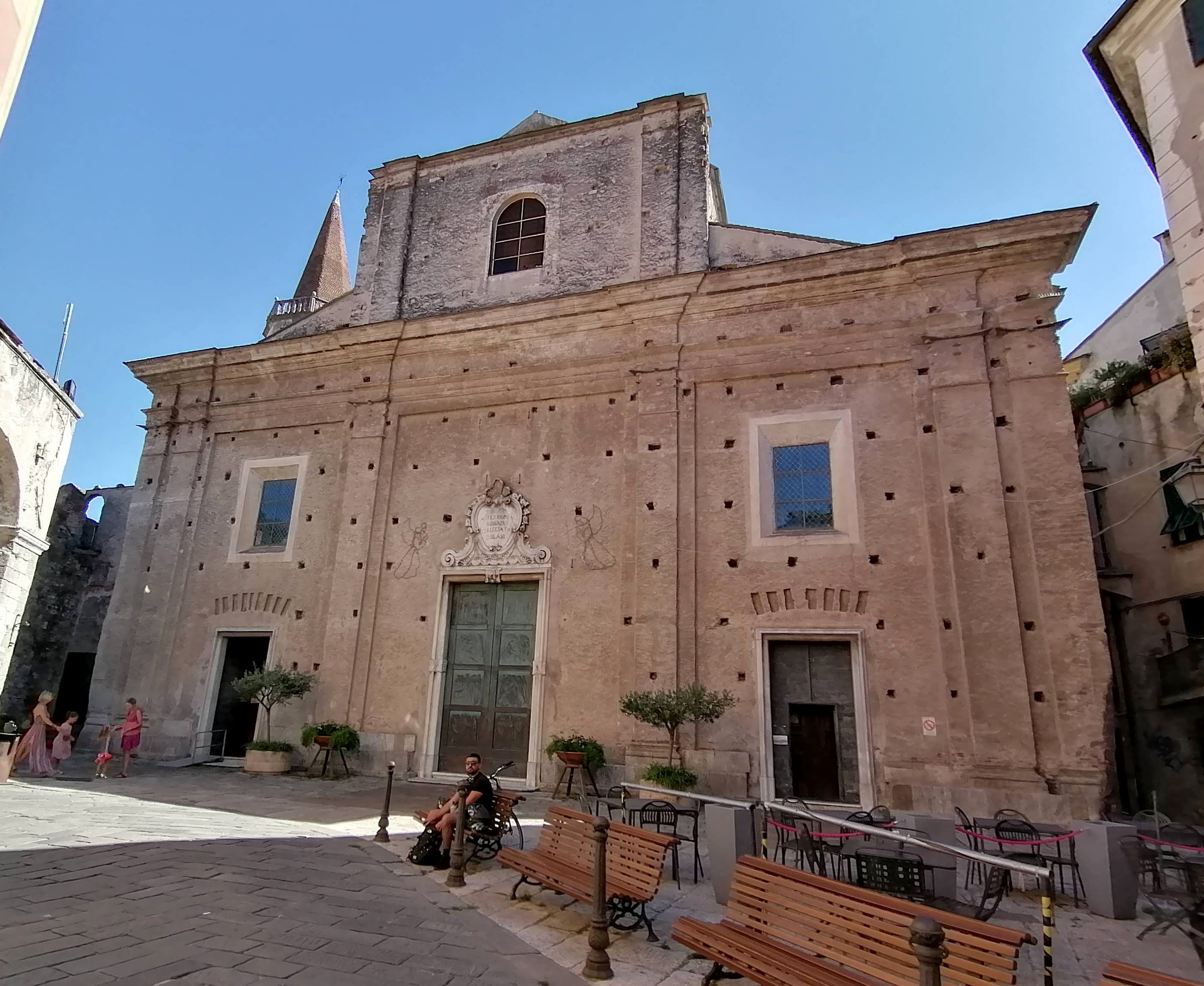
Basílica de San Blas, en Finale Ligure

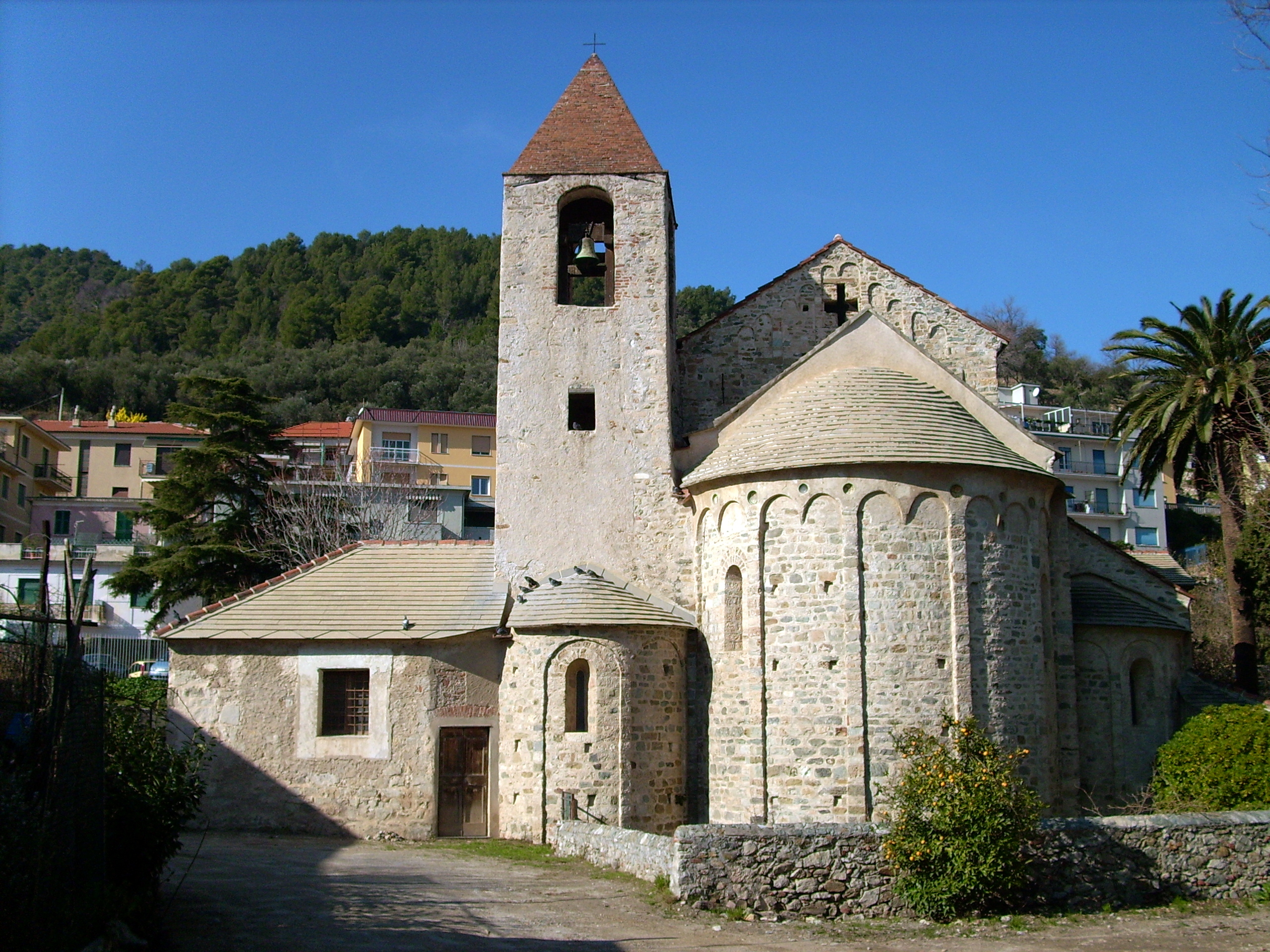
Excatedral de San Paragorio

## Historia
La diócesis actual es el resultado de la unión de las diócesis de Savona y Noli erigida por la Congregación para los Obispos en 1986.

### Savona
El origen de la diócesis de Savona es incierto y controvertido, sobre todo después de las recientes adquisiciones arqueológicas y epigráficas, que han desmentido los datos tradicionales, que se basaban principalmente en dos puntos: que la diócesis de Savona era heredera de una diócesis anterior de Vado, cuyo primer obispo conocido sería Benedetto, quien participó en el concilio romano del 680; y que hacia finales del siglo X, con el obispo Giovanni, la sede había sido trasladada de Vado a Savona.
Las excavaciones en la colina de Priamar y los descubrimientos realizados allí llevaron al arqueólogo Varaldo a plantear la hipótesis de que Savona fue la primera sede de la diócesis, fundada durante el corto período de la restauración bizantina entre los siglos VI y siglo VII, y que, después tras la destrucción de la ciudad por Rotario en 643, la sede episcopal fue trasladada a Vado. Además, "actualmente no existe ninguna confirmación arqueológica completamente concluyente sobre el primer asentamiento cristiano y sobre la tradicional posible precedencia del obispado [de Vado] respecto al de Savona".
Incluso la cronología episcopal es incierta, debido a la alternancia de los títulos Vadensis y Saonensis al menos hasta el siglo XI, cuando se impuso el título Saonensis. La atribución de Benedetto a Vado es hoy cuestionada, a partir de las diversas lecciones de los manuscritos, que llevarían a atribuir este obispo a la diócesis de Alba en Piamonte. Una diócesis de Vado es atestiguada por primera vez con certeza sólo en 825, cuando uno de sus obispos aparece en el capitolare olonense de Lotario I; en 864 Stadelberto, episcopus vadensis, participó en un concilio provincial celebrado en Milán. El obispo Romolo, venerabilis episcopus saonensis, está documentado en 887.
Se trata de los primeros testimonios ciertos de la existencia de la diócesis de Vado/Savona y de sus obispos, y nada, desde el punto de vista literario, epigráfico o arqueológico, "autoriza por ahora a apoyar la creación de una diócesis en Vada Sabatia o Saona". antes de principios del siglo IX». Para complicar aún más la investigación histórica fue el descubrimiento, a finales del siglo XIX, en la iglesia de San Paragorio en Noli, de una losa sepulcral con la inscripción de un episcopus Theodo[rus] o Theodo[sius] que data de entre finales del siglo VI y principios del VII, lo que ha suscitado un amplio debate entre historiadores y arqueólogos con diferentes propuestas de interpretación sobre la presencia del entierro de un obispo en Noli en ese momento.
La sufraganidad de los obispos de Savona en la provincia eclesiástica de la arquidiócesis de Milán está atestiguada desde el siglo IX. Los diplomas imperiales de 992, 999 y 1014 confirmaron a los obispos Bernardo, Giovanni y Ardemano todas sus posesiones con los correspondientes privilegios y beneficios, contribuyendo así a determinar el territorio de competencia de los obispos de Savona. A partir del siglo XI, Savona se convirtió en la única sede de la diócesis, un traslado «debido a la amenaza concreta de las incursiones sarracenas, con la consiguiente "subida a las alturas"».  En este contexto, la iglesia de la alturas del Priamar, atribuible a la época lombarda, transformada en la primera catedral diocesana, dedicada a la Virgen. De esta edificación quedan hoy pocos restos, después de que toda la manzana fuera derribada a finales del siglo XVI para la construcción de la fortaleza de Priamar.
Por haberse puesto del lado del emperador contra el papa, la diócesis de Savona fue castigada con la pérdida de una pequeña porción de territorio, en 1239, y el establecimiento de la diócesis de Noli; excepto por un corto período entre 1502 y 1503 en el que las dos diócesis se unieron aeque principaliter, Noli siguió siendo una diócesis independiente hasta 1820.
En 1327, el obispo Federico Cibo impuso un interdicto en la ciudad de Savona, donde las disputas entre güelfos y gibelinos habían desembocado en una violencia abierta. El interdicto duró hasta 1336, cuando el papa Benedicto XII lo eliminó, aunque mientras tanto la violencia no había disminuido.
La primera lista completa de las parroquias que componían la diócesis de Savona data del año 1356. En 1370, en tiempos del obispo Antonio da Saluzzo, posteriormente trasladado a Milán, se estableció un nuevo estatuto para los canónigos de la catedral, que establecía reglas precisas sobre la vida común y el servicio religioso. A partir de este período y hasta el siglo XVI, la sede de Savona fue ocupada por nobles provenientes de las más importantes familias genovesas y ligures: Della Rovere, Riario, Spinola, Fieschi, Grimaldi, Centurioni. En el siglo XVI, la catedral fue trasladada a la antigua iglesia franciscana de San Francisco, reconstruida y consagrada a la Asunción. En 1536 la Virgen María se apareció al joven granjero Antonio Botta los días 18 de marzo y 8 de abril. En el lugar de las supuestas apariciones se construyó el santuario de la Madonna della Misericordia.
Dos obispos de Savona fueron elegidos papa entre los siglos XV y XVI: Inocencio VIII y Julio II.
Gian Ambrogio Fieschi (1564-1576), fue el primer obispo que implementó decisivamente los decretos de reforma emitidos por el Concilio de Trento, seguido por otros obispos. «Queda en el archivo diocesano de pastoral una rica documentación dividida en veinte visitas pastorales a las parroquias, catorce sínodos diocesanos, numerosos edictos ocasionales sobre el culto, los sacramentos, la administración, la vida del pueblo cristiano, los maestros de escuela; la erección del seminario en 1568; dos juicios por herejía y muchos otros juicios por brujería y superstición." En el siglo XVII los enfrentamientos entre el obispo y las diversas instituciones de la ciudad le valieron a Francesco Maria Spinola el exilio de la ciudad; tuvo que residir en Albisola durante veintiún años.
Domenico Maria Gentile (1776-1804), de familia patricia genovesa, mediante un acuerdo con el rey de Cerdeña firmado en Turín el 18 de agosto de 1784, cedió un alto dominio (es decir, soberanía) sobre el pueblo de Lodisio, cerca de Dego, obteniendo a cambio el título de príncipe de Lodisio para él y sus sucesores.
El 5 de abril de 1806 la diócesis de Savona pasó a formar parte de la provincia eclesiástica de Génova, perdiendo así su dependencia centenaria de Milán. En el período napoleónico, el papa Pío VII fue, en dos ocasiones, entre 1808 y 1814, prisionero en Savona, en el palacio del obispo Vincenzo Maria Maggioli.

### Noli
La presencia cristiana en Noli se remonta a los primeros tiempos del cristianismo, como lo documentan las excavaciones y estudios en torno a la iglesia de San Paragorio y su baptisterio paleocristiano, que pusieron de relieve «la existencia de un complejo complejo de culto con varias fases constructivas, desde la época paleocristiana hasta finales del siglo X, hasta la fundación de la iglesia actual".
Durante las primeras investigaciones arqueológicas sobre la iglesia de San Paragorio a finales del siglo XIX, salió a la luz una losa sepulcral con la inscripción de un episcopus Theodo[rus] o Theodo[sius] que data de entre finales del siglo VI y principios del VII. Este descubrimiento ha suscitado un amplio debate entre historiadores y arqueólogos, con diferentes propuestas de interpretación sobre la presencia del enterramiento de un obispo en Noli en una época en la que, en principio, el centro debería haber formado parte de la diócesis de Vado, sede primitiva de los obispos de Savona.
Debido a la lealtad de la República de Noli a la causa del papado contra el emperador, junto con los genoveses, el papa Gregorio IX erigió la diócesis de Noli en 1239, con territorio separado al de la diócesis de Savona. Sin embargo, la diócesis, sufragánea de la arquidiócesis de Génova, fue unida por el pontífice aeque principaliter a la diócesis de Brugnato, de modo que el obispo de Brugnato Guglielmo Contardi también se convirtió en obispo de Noli.
Esta unión, sin embargo, no duró mucho. En efecto, el 13 de agosto de 1245, mediante la bula In sacra Petri del papa Inocencio IV, la unión entre las diócesis de Noli y Brugnato fue disuelta, y para compensar los escasos ingresos de la diócesis de Noli, fue abolido el monasterio de San Eugenio en la isla de Bergeggi, cuyos ingresos fueron asignados a la mensa del obispo nolés. El mismo día, Inocencio IV escribió a Guglielmo Contardi la carta Cum olim, con la que el pontífice notificaba al obispo las decisiones tomadas, dejándole en libertad de elegir la sede episcopal en la que residir, manteniendo la administración de la otra. Esta situación anómala se prolongó durante dos años, hasta que el 11 de agosto de 1247 fue nombrado el primer obispo efectivo de Noli, el dominico Felipe.
El 24 de enero de 1502 las diócesis de Savona y Noli se unieron brevemente como aeque principaliter en la persona del obispo Galeotto della Rovere, unión disuelta en 1503 con el nombramiento de un administrador apostólico para Noli.
En 1572 el obispo Leonardo Trucco trasladó la catedral de la antigua iglesia de San Paragorio a la de San Pietro, dentro de las murallas de la ciudad. El papa Gregorio XIII dio su consentimiento al traslado de la sede episcopal con la carta apostólica Superna dispositione del 22 de octubre de 1572. Su sucesor Timoteo Berardi también trasladó a la nueva catedral las reliquias de san Eugenio, patrono de la ciudad.
El siglo XVII está marcado por el largo episcopado de Stefano Martini (1646-1687), originario de Alassio, que ocupó diversos cargos en Roma, y en particular en la corte del cardenal Giovan Battista Panphilia, quien, una vez ascendido al trono papal con el nombre Inocencio X lo gratificó con el episcopado nolense. Su sucesor, Giacomo Porrata, celebró el primer sínodo diocesano en abril de 1692.
En el siglo XVIII se recuerda en particular al obispo Antonio María Arduini (1746-1777), franciscano conventual, teólogo y consultor de varias congregaciones romanas, que se distinguió en Noli por la munificencia mostrada hacia los pobres y su generosidad hacia el hospital para el indigente.
El último obispo de Noli antes de su unión con Savona fue Benedetto Solari (1778-1814), «un religioso dominicano muy culto y piadoso, profundamente apegado a su ministerio pastoral, comprometido en una intensa acción religiosa y que tenía fuertes simpatías por las doctrinas jansenistas y no aceptó la condena papal del sínodo de Pistoia. Simpatizando con algunas ideas políticas del momento, se convirtió de mala gana en uno de los símbolos de la oposición a la Iglesia; pero se mantuvo firmemente fiel a la doctrina católica.

### Savona-Noli
A la muerte de Solari, la diócesis de Noli quedó vacante durante seis años, hasta que el 25 de noviembre de 1820, en mediante la bula Dominici gregis del papa Pío VII, fue unida aeque principaliter a la de Savona. A partir de este momento hubo un solo obispo para las dos diócesis, que mantuvieron ambas sus propias estructuras y su independencia jurídica.
Del 23 al 25 de marzo de 1955, el obispo Giovanni Battista Parodi celebró el sínodo de las Iglesias de Savona y Noli.
El 30 de septiembre de 1986, mediante el decreto Instantibus votis de la Congregación para los Obispos, se estableció la unión plena de las dos diócesis, con una única catedral y una única curia diocesana, y el nuevo distrito eclesiástico tomó su nombre actual.

#### Sínodo Diocesano (2021-2024)
Precedido de un viaje preparatorio de dos años con mesas diocesanas en las que participaron 700 personas sobre los cinco verbos de la conferencia eclesial de Florencia (2015), en 2019 el obispo Calogero Marino decretó la convocatoria del sínodo canónico diocesano de la Iglesia de Savona, despega, confía.
Tras las elecciones y nombramientos, la asamblea sinodal está compuesta por 103 miembros: 25 sacerdotes diocesanos, 2 diáconos, 3 religiosos, 8 religiosas y 65 laicos, la mayoría de los cuales son mujeres. El Sínodo fue inaugurado el 22 de mayo de 2021. Internamente, la asamblea votó 10 miembros para la comisión encargada de redactar los documentos del sínodo.
En el primer año de actividad, a partir del índice de temas propuesto por el obispo y enriquecido por las intervenciones de la asamblea sinodal, se aprobó un instrumentum laboris. Ocho comisiones sinodales trabajaron en la primera parte de este esquema, deteniéndose durante algunos meses para identificar los íconos bíblicos, luego las perspectivas pastorales y finalmente las indicaciones reglamentarias, discutidas y aprobadas en el plenario. Se realizó un trabajo similar en la segunda parte del índice. Tras la aprobación del libro definitivo, estructurado en 15 capítulos de "sueños" y "regulaciones", intercalados con relatos de experiencias significativas de la "Iglesia en salida" ya vividas en el territorio, el Sínodo concluyó el 17 de marzo de 2024.

### Casos de pedofilia
Un sacerdote diocesano, reducido al estado laico, fue condenado definitivamente a 3 años y medio de prisión en 2006 por haber cometido actos sexuales con una menor de origen no italiano, con el agravante de haber tenido la custodia y tutela de la menor; estuvo prófugo hasta 2015.
Otro exsacerdote, acusado de haber cometido abusos desde los años 1980, aceptó en 2012 un acuerdo de culpabilidad por un año de prisión por abuso sexual cometido en 2005 contra un joven de diecisiete años. También testificó contra el presbítero un hermano, execónomo de la diócesis, quien, tras una investigación de la que fue absuelto en 2011, abandonó el ministerio declarándose homosexual y seropositivo. El antiguo tesorero murió dos años después.
En cambio, un antiguo colaborador laico de la parroquia de Lavagnola admitió abusos cometidos en 1976, que ahora prescribieron.
También está prescrita la conducta de Dante Lafranconi, obispo hasta 2001, aunque el GIP en el auto de destitución destacó su actitud omisiva, porque no habría "ejercido su potestad-deber de control sobre los sacerdotes y protección de los fieles" por parte del dos sacerdotes pedófilos en los años 1990, a pesar de haber tenido conocimiento de las graves acusaciones en su contra Su sucesor Domenico Calcagno, en cambio, destituyó a los dos presbíteros de las comunidades de las que eran responsables.

## Estadísticas
Según el Anuario Pontificio 2023 la diócesis tenía a fines de 2022 un total de 152 000 fieles bautizados.
| Año                                                                             | Población            | Población | Población      | Sacerdotes | Sacerdotes    | Sacerdotes    | Bautizados por sacerdote | Diáconos permanentes | Religiosos | Religiosos | Parroquias |
| Año                                                                             | Bautizados católicos | Total     | % de católicos | Total      | Clero secular | Clero regular | Bautizados por sacerdote | Diáconos permanentes | Varones    | Mujeres    | Parroquias |
| ------------------------------------------------------------------------------- | -------------------- | --------- | -------------- | ---------- | ------------- | ------------- | ------------------------ | -------------------- | ---------- | ---------- | ---------- |
| 1950                                                                            | 130 285              | 131 000   | 99.5           | 287        | 163           | 124           | 453                      |                      | 147        | 862        | 65         |
| 1970                                                                            | 166 163              | 167 000   | 99.5           | 243        | 135           | 108           | 683                      | 1                    | 123        | 865        | 76         |
| 1980                                                                            | 176 700              | 179 395   | 98.5           | 211        | 130           | 81            | 837                      | 1                    | 102        | 758        | 77         |
| 1990                                                                            | 137 212              | 143 282   | 95.8           | 179        | 115           | 64            | 766                      | 1                    | 81         | 663        | 74         |
| 1999                                                                            | 139 588              | 143 039   | 97.6           | 143        | 93            | 50            | 976                      | 7                    | 61         | 517        | 71         |
| 2000                                                                            | 131 659              | 135 806   | 96.9           | 152        | 94            | 58            | 866                      | 5                    | 65         | 506        | 71         |
| 2001                                                                            | 140 547              | 144 029   | 97.6           | 140        | 91            | 49            | 1003                     | 6                    | 56         | 490        | 71         |
| 2002                                                                            | 154 500              | 157 571   | 98.1           | 138        | 82            | 56            | 1119                     | 6                    | 62         | 461        | 71         |
| 2003                                                                            | 156 133              | 158 983   | 98.2           | 133        | 81            | 52            | 1173                     | 9                    | 56         | 461        | 71         |
| 2004                                                                            | 131 069              | 133 462   | 98.2           | 133        | 80            | 53            | 985                      | 9                    | 53         | 421        | 71         |
| 2010                                                                            | 146 410              | 148 808   | 98.4           | 126        | 78            | 48            | 1161                     | 8                    | 48         | 408        | 71         |
| 2014                                                                            | 152 000              | 155 000   | 98.1           | 95         | 55            | 40            | 1600                     | 9                    | 49         | 340        | 71         |
| 2017                                                                            | 152 100              | 153 700   | 99.0           | 93         | 52            | 41            | 1635                     | 9                    | 50         | 340        | 71         |
| 2020                                                                            | 153 000              | 155 000   | 98.7           | 77         | 47            | 30            | 1987                     | 9                    | 34         | 183        | 70         |
| 2022                                                                            | 152 000              | 154 000   | 98.7           | 80         | 48            | 32            | 1900                     | 9                    | 38         | 226        | 70         |
| Fuente: Catholic-Hierarchy, que a su vez toma los datos del Anuario Pontificio. |                      |           |                |            |               |               |                          |                      |            |            |            |

## Episcopologio

### Obispos de Savona
- Teodoro o Teodosio? † (siglo VI/VII)
- Benedetto? † (mencionado en 680)[nota 2]
- Anónimo † (mencionado en 825)[32]
- Stadelberto † (mencionado en 864)[32]
- Romolo † (mencionado en 887)[32]
- Bernardo † (mencionado en 992)
- Giovanni † (mencionado en 999)
- Ardemano † (mencionado en 1014)
- Antellino? † (mencionado en 1028)[33]
- Brissiano? † (mencionado en 1046)[33]
- Beato Amico † (mencionado en 1049)
- Giordano? † (mencionado en 1080 circa)[33]
- Pietro Grossolano † (1098-1102 nombrado arzobispo de Milán)
- Guglielmo † (después de 1102)[nota 3]
- Beato Ottaviano, O.S.B. † (1119-1128 falleció)
- Aldizio (o Ardizio o Idizio) † (1128-después de 1142)
- Mainardo † (mencionado en 1158)[34]
- Guido † (mencionado en 1171/1181)[35]
- Beato Vidone Lomello † (mencionado en 1179)[nota 4]
- Ambrogio Del Carretto † (circa 1183-1192[nota 5] falleció)
- Bonifacio I † (1193-circa 1199 falleció)
- Guala † (mencionado en 1199)
- Antonio I de' Saluzzi † (1200-después de 1203)
- Pietro † (mencionado en 1206)
- Beato Alberto Calvi di Cilavegna † (antes de 1221-1230 falleció)
- Enrico † (1230-después de 1239)
- Bonifacio II † (mencionado en 1241)
- Corrado di Ancisa † (antes de 1251-después de 1264)
- Ruffino Colombo † (antes de 1278-septiembre de 1287 falleció)
- Enrico Ponsoni † (15 de febrero de 1289-después de 1292)
- Gregorio † (mencionado en 1297)
- Gualtiero di Maus, O.P. † (mencionado en 1303)
- Giacomo Cadarengo † (circa 1305-después de 1311)
- Federico Cibo † (4 de marzo de 1317-1342 falleció)
- Paolo Gherardo de' Vasconi, O.S.A. † (18 de julio de 1342-1355 falleció)
- Antonio da Saluzzo † (27 de noviembre de 1355-7 de junio de 1376 nombrado arzobispo de Milán)
- Domenico di Lagne, O.P. † (12 de diciembre de 1376-1384 falleció)
- Antonio Viale † (21 de noviembre de 1386-1394 falleció)
- Giovanni di Fermo † (29 de octubre de 1394-22 de enero de 1406 nombrado obispo de Ascoli Piceno)
- Filippo Ogerio, O.Carm. † (5 de junio de 1405-1411 nombrado arzobispo titular de Damasco)
- Pietro Spinola, O.S.B. † (29 de octubre de 1411-11 de julio de 1413 nombrado obispo de Uselli)
- Vincenzo Viale † (14 de julio de 1413-1442 falleció)
- Valerio Calderina † (6 de febrero de 1442-5 de noviembre de 1466 nombrado obispo de Albenga)
- Giovanni Battista Cibo † (5 de noviembre de 1466-16 de septiembre de 1472 nombrado obispo de Molfetta, luego electo papa con el nombre de Inocencio VIII)
- Pietro Gara, O.P. † (16 de septiembre de 1472-1499 renunció)
  - Giuliano della Rovere † (20 de septiembre de 1499-24 de enero de 1502 nombrado obispo de Vercelli, luego electo papa con el nombre de Julio II) (administrador apostólico)
- Galeotto Franciotti della Rovere † (24 de enero de 1502-1504 renunció)
- Giacomo Giuppo della Rovere † (6 de marzo de 1504-1510 falleció)
- Raffaele Riario † (5 de diciembre de 1511-9 de abril de 1516 renunció)
- Tommaso Riario † (9 de abril de 1516-30 de junio de 1528 falleció)
  - Agostino Spinola † (17 de julio de 1528-18 de octubre de 1537 falleció) (administrador apostólico)
- Giacomo Fieschi † (22 de octubre de 1537-1545 o 1546 falleció)
- Nicolò Fieschi † (12 de febrero de 1546-1564 renunció)[nota 6]
- Gian Ambrogio Fieschi † (9 de julio de 1564-1576 renunció)
- Cesare Ferrero † (9 de mayo de 1576-13 de febrero de 1581 nombrado obispo de Ivrea)
- Domenico Grimaldi † (13 de febrero de 1581-14 de marzo de 1584 nombrado obispo de Cavaillon)
- Giovanni Battista Centurione † (8 de junio de 1584-1587 renunció)
- Pier Francesco Costa † (27 de julio de 1587-29 de abril de 1624 nombrado obispo de Albenga)
- Francesco Maria Spinola, C.R. † (29 de abril de 1624-8 de agosto de 1664 falleció)
- Stefano Spinola, C.R.S. † (15 de diciembre de 1664-1682 falleció)
- Vincenzo Maria Durazzo, C.R. † (20 de diciembre de 1683-3 de junio de 1722 falleció)
- Agostino Spinola, C.R.S. † (23 de septiembre de 1722-16 de octubre de 1755 falleció)
- Ottavio Maria de Mari, C.R.S. † (15 de diciembre de 1755-27 de marzo de 1775 falleció)
- Domenico Maria Gentile † (29 de enero de 1776-24 de septiembre de 1804 renunció)
- Vincenzo Maria Maggioli † (24 de septiembre de 1804-19 de enero de 1820 falleció)
- Giuseppe Airenti, O.P. † (2 de octubre de 1820-25 de noviembre de 1820 nombrado obispo de Savona y Noli)

### Obispos de Noli
- Guglielmo Contardi † (1239-1245 renunció)
  - Guglielmo Contardi † (1245-1247 renunció) (administrador apostólico)
- Filippo, O.P. † (11 de agosto de 1247-?)
- Anónimo † (mencionado el 8 de junio de 1251)[36]
- Nicolò † (mencionado el 2 de diciembre de 1262)
- Pastore † (mencionado el 8 de junio de 1263)
- Anónimo † (mencionado el 9 de julio de 1291)[37]
- Ugolino † (mencionado en 1292 y en 1293)
  - Leonardo Fieschi † (1303-1317) (administrador apostólico)
- Sinibaldo † (9 de septiembre de 1317-? falleció)
- Teodesco, O.P. † (27 de abril de 1328-? falleció)
- Amedeo d'Alba, O.F.M. † (15 de febrero de 1346-? falleció)
- Luchino di Guidobono, O.F.M. † (21 de julio de 1360[nota 7]-1396 nombrado arzobispo de Naupacto)
- Corrado da Cloaco † (13 de septiembre de 1396-? falleció)
  - Leonardo da Felizzano, O.P. † (4 de noviembre de 1405-?) (antiobispo)
  - Francesco † (22 de enero de 1406-?) (antiobispo)
- Marco † (23 de marzo de 1406-después de 1409)
  - Giovanni † (mencionado en 1414) (antiobispo)
- Marco Vigerio, O.F.M. † (1437-? falleció)[nota 8]
  - Giorgio Fieschi † (13 de febrero de 1447-7 de agosto de 1448 renunció) (administrador apostólico)
- Napoleone Fieschi † (7 de agosto de 1448-21 de diciembre de 1459 nombrado obispo de Albenga)
- Paolo Giustiniani † (24 de marzo de 1460-1485 falleció)
- Domenico Vacchiero † (2 de diciembre de 1485-24 de enero de 1502 nombrado obispo de Ventimiglia)
  - Galeotto Franciotti della Rovere † (24 de enero de 1502-enero de 1503 renunció) (administrador apostólico)
  - Lorenzo Cybo de Mari † (enero de 1503-21 de diciembre de 1503 falleció) (administrador apostólico)
- Antonio Ferrero † (8 de enero de 1504-13 de agosto de 1504 nombrado obispo de Gubbio)
- Gian Francesco Foderato † (23 de agosto de 1505-1506 falleció)
- Vincenzo Boverio † (8 o 21 de agosto de 1506-?)
- Gaspare Doria † (1519-?)
- Vincenzo d'Aste † (1525-?)
  - Girolamo Doria † (13 de abril de 1534-25 de febrero de 1549 renunció) (administrador apostólico)
- Massimiliano Doria † (25 de febrero de 1549-1572 falleció)
- Leonardo Trucco † (2 de junio de 1572-1587 falleció)
- Timoteo Berardi, O.Carm. † (12 de octubre de 1587-1616 falleció)
- Angelo Mascardo † (4 de julio de 1616-1645 falleció)
- Stefano Martini † (19 de febrero de 1646-febrero de 1687 falleció)
- Giacomo Porrata † (7 de julio de 1687-circa de septiembre de 1699 falleció)
- Paolo Andrea Borelli, B. † (21 de junio de 1700-2 de marzo de 1710 falleció)
- Giuseppe Sauli Bargagli, C.R.M. † (7 de mayo de 1710-10 de noviembre de 1712 falleció)
- Marco Giacinto Gandolfo † (28 de abril de 1713-16 de abril de 1737 falleció)
- Costantino Serra, C.R.S. † (7 de junio de 1737-9 de marzo de 1746 nombrado obispo de Albenga)
- Antonio Maria Arduini, O.F.M.Conv. † (9 de marzo de 1746-16 de diciembre de 1777 falleció)
- Benedetto Solari, O.P. † (1 de junio de 1778-13 de abril de 1814 falleció)
  - Sede vacante (1814-1820)[nota 9]

### Obispos de Savona y Noli
- Giuseppe Airenti, O.P. † (25 de noviembre de 1820-5 de julio de 1830 nombrado arzobispo de Génova)
  - Sede vacante (1830-1833)
- Agostino Maria de Mari † (15 de abril de 1833-14 de diciembre de 1840 falleció)
- Alessandro Riccardi di Netro † (24 de enero de 1842-22 de febrero de 1867 nombrado arzobispo de Turín)
- Giovanni Battista Cerruti † (22 de febrero de 1867-21 de marzo de 1879 falleció)
- Giuseppe Boraggini † (12 de mayo de 1879-30 de abril de 1897 falleció)
- Giuseppe Salvatore Scatti † (15 de febrero de 1898-30 de junio de 1926 falleció)
- Pasquale Righetti † (20 de diciembre de 1926-7 de julio de 1948 falleció)
- Giovanni Battista Parodi † (14 de septiembre de 1948-15 de julio de 1974 retirado)
- Franco Sibilla † (15 de julio de 1974-8 de septiembre de 1980 nombrado obispo de Asti)
- Giulio Sanguineti (15 de diciembre de 1980-30 de septiembre de 1986 nombrado obispo de Savona-Noli)

### Obispos de Savona-Noli
- Giulio Sanguineti (30 de septiembre de 1986-7 de diciembre de 1989 nombrado obispo de La Spezia-Sarzana-Brugnato)
- Roberto Amadei † (21 de abril de 1990-21 de noviembre de 1991 nombrado obispo de Bérgamo)
- Dante Lafranconi (7 de diciembre de 1991-8 de septiembre de 2001 nombrado obispo de Cremona)
- Domenico Calcagno (25 de enero de 2002-7 de julio de 2007 nombrado secretario de la Administración del Patrimonio de la Sede Apostólica)
- Vittorio Lupi (30 de noviembre de 2007-20 de octubre de 2016 retirado)
- Calogero Marino, desde el 20 de octubre de 2016